# Totem et Tabou
Totem et Tabou est un ouvrage de Sigmund Freud publié en 1913 sous le titre original allemand de Totem und Tabu.
Dans cet ouvrage, Freud tente de répondre à la question posée par les anthropologues de son temps concernant la prohibition de l'inceste au sein des groupes sociaux. C'est la raison pour laquelle il s'intéresse à la formation du tabou ainsi qu'au rôle du totem dans les sociétés dites « primitives », notamment par le biais de récits de voyages et de monographies comme les travaux de James Frazer (Totemism and Exogamy, 1910).
Dans un premier temps, Freud se pose la question de savoir pourquoi il existe une aversion générale de l'ensemble des groupes sociaux vis-à-vis de l'inceste. 
Dans un deuxième temps, il propose une première explication relative au concept de « névrose obsessionnelle » qui serait mise en jeu par le biais d'une ambivalence affective. 
Dans un troisième temps, il explique que l'homme est capable de changer la réalité perçue par sa seule pensée, ce qui permet au thérapeute d'intervenir en amont sur les peurs de l'individu. 
Dans une quatrième et dernière partie, Freud apporte une réponse psychanalytique à ses interrogations à l'aide du concept de « horde primitive » à laquelle il greffe le concept de complexe d'Œdipe.
Sur un plan plus général, cette œuvre peut être lue comme une théorie de la culture en rapport avec la psychanalyse, dans laquelle Freud établit un lien entre les névroses de l'homme « civilisé », les cultures primitives et le développement psychique de l'enfant. L’ouvrage a été critiqué tant au plan anthropologique que sous l'angle psychanalytique. Il est considéré comme étant essentiellement spéculatif.

## Table des matières

### La peur de l'inceste
Dans cette première partie de l'ouvrage, Freud s'interroge sur l'origine du tabou de l'inceste au sein des sociétés primitives. Afin de poser un regard analytique objectif sur le tabou, il décide de se focaliser tout d'abord sur les civilisations dites « primitives » qu'il considère comme étant au plus près de l'état originel des débuts de l'humanité. Bien que ces tribus soient dénuées de toute forme d'évolution technologique et matérielle, elles sont aussi dépourvues d'institutions religieuses. Toutefois, elles possèdent presque toutes des « totems » qui constituent le ciment de l'organisation sociale des clans.
En effet, chaque tribu est organisée en différents clans qui s'organisent chacun à leur tour autour d'un « totem ». Le totem, qui agit comme un esprit protecteur sur le clan, est incarné par un animal ou une espèce végétale (plus rarement, un élément naturel comme la pluie) qui représente l'ancêtre du groupe, et c'est la raison pour laquelle sa consommation est interdite (l'animal sacré doit être vénéré et considéré comme un membre à part entière du clan). Le totem tribal représente l'ensemble des individus d'un même groupe social indépendamment de leur filiation biologique. C'est pourquoi la parenté totémique supplante la parenté du sang.
Partout où il y a un totem, « les membres d'un seul et même totem ne doivent pas avoir entre eux de relations sexuelles et, par conséquent, ils ne doivent pas se marier entre eux », ce qui constitue la loi de l'exogamie. Freud remarque qu'il n'y a rien d'évident, au premier abord, à ce que le totémisme et l'exogamie soient liés, mais qu'il existe pourtant une corrélation très forte entre eux puisque l'inceste est sévèrement réprimé au sein du clan lorsqu'il y a transgression : « L'exogamie totémique, la prohibition de rapports sexuels entre membres du même clan, apparaît comme le moyen le plus propre à empêcher l'inceste de groupe ».
Freud se pose alors la question de savoir pourquoi la règle d'exogamie est si importante au sein des clans, étant donné que les associations sexuelles ne peuvent avoir lieu qu'avec des individus extérieurs au clan, au-delà de l'éloignement proprement biologique. Afin d'illustrer sa réflexion, Freud se propose d'étudier la possibilité d'un lien incestueux  entre la belle-mère et son gendre, et explique pourquoi l'exogamie permet de préserver l'individu de ce genre de tentation. Une première réponse à cette question est le concept de lien affectif ambivalent, selon lequel l'individu serait tenté par un sentiment à la fois affectueux et agressif à l'égard d'autrui. Ce sentiment serait alors apaisé, tant pour la mère que par le gendre, par l'intermédiaire du mariage qui permettrait de compenser les insatisfactions sexuelles de chacun.
D'un point de vue sociologique, Freud considère que les coutumes, mises en place au sein de la tribu dans le but de remédier aux liens possiblement incestueux (l'exogamie et le mariage) lui permettent de fonder le concept de « famille sociale ».

### Le tabou et l'ambivalence des sentiments
Après s'être intéressé à la définition du totem et à l'organisation sociale qui en découle, Freud va alors s'intéresser au tabou et à l'ambivalence des sentiments affectifs.
Tout d'abord, il s'attarde à bien définir ce qu'est le tabou au sein des sociétés primitives (essentiellement à l'aide des travaux de Wundt). Le « tabou » se définit avant tout comme quelque chose de sacré (mais pas de divin) revêtant un caractère inquiétant et dangereux. Quiconque viole le tabou devient à son tour lui-même tabou et, tout aussi paradoxalement, il devient lui aussi à son tour l'interdit prohibé avec lequel il convient de ne pas entrer en contact. Toutefois, il est possible de conjurer le sort à l'aide d'actes de pénitences et de cérémonies purificatoires ou expiatoires. Pour Freud, le tabou est à la racine des préceptes du système moral et pénal de l'humanité.
Pour Freud, il y a une analogie très étroite entre la « névrose obsessionnelle » et la « maladie du tabou ». C'est l'attitude affective ambivalente qui constitue le point de croix de ces deux concepts. Dans les deux cas, le fait de vouloir accomplir une action (comme toucher l'objet tabou) est inhibée par la crainte qu'elle inspire (le tabou étant un acte prohibé vers lequel l'inconscient est poussé par une tendance très forte). Toutefois, il existe pour Freud une différence importante entre la névrose obsessionnelle et le tabou : la névrose obsessionnelle est un fait individuel alors que le tabou est un fait social.
Chez le « primitif », le tabou est un acte prohibé par les deux lois fondamentales du totémisme : l'animal totem ne peut pas être tué et le rapport sexuel avec les ascendants totémiques sont proscrits. En d'autres termes, le tabou se réfère, chez l'homme moderne, au meurtre et à l'inceste.
Pour Freud, l'analogie entre les tribus primitives et la psychanalyse est on ne peut plus évidente : « l'attitude du primitif à l'égard de son roi reflète l'attitude infantile du fils à l'égard de son père » (nous pouvons toutefois remarquer ici que pour le psychanalyste, c'est l'attitude du « primitif » qui est semblable à l'attitude du fils vis-à-vis de son père et non la relation père-fils qui est semblable à l'attitude du « primitif » à l'égard de son roi).
Freud présente ensuite l'ambivalence des sentiments affectifs vis-à-vis des rois pour lesquels les sujets présentent à la fois une adoration couplée à une hostilité latente qui ne peut être calmée que par l'intermédiaire d'actes cérémoniels. Puisque chacun possède des « tentations » à son propre niveau, les sujets se considèrent comme épargnés de la lourde tâche d'être roi par ce lourd fardeau que représente l'acte cérémoniel. Ils tirent ainsi une vengeance expiatoire, du fait de ne pas avoir à subir la rigueur protocolaire qu'exige la fonction de roi (« châtiment du roi »). D'une manière générale, la jalousie de ne pas être roi est alors compensée par le fait de ne pas avoir à subir le protocole imposé au roi. Cela donne alors toute légitimité au chef de transgresser certains tabous interdits à ses sujets étant donné que sa position sociale lui confère d'autres tabous qui s'imposent à lui du fait de sa fonction.

### Animisme, magie et toute-puissance des idées
Dans cette troisième partie, Freud aborde la notion de l'« animisme » qu'il présente comme une « philosophie de la nature ». Pour l'animiste, le monde qui l'entoure est animé d'êtres spirituels, bienveillants ou malveillants, qui résident aussi bien dans les animaux, les plantes ou même, les objets en apparence inanimés.
Pour Wundt (rapporté par Freud), « l'animisme primitif doit être considéré comme l'expression spirituelle de l'état naturel de l'humanité » et c'est la raison pour laquelle Freud propose de décomposer l'humanité en trois grands systèmes intellectuels successifs allant du plus naturel (primitif) au plus complexe (actuel) : il distingue alors la conception animiste, suivi ensuite de la conception religieuse et enfin la conception scientifique.
Après avoir présenté l’animisme, Freud se penche sur le concept et l'utilisation de la magie qui est indissociablement lié à l'animisme. Pour l'animiste, la magie permet de soumettre les forces de la nature à la volonté de l'homme et lui donne l'occasion d'agir contre des individus et des dangers potentiels. Le primitif peut ainsi utiliser des représentations – par exemple à l'effigie de l'ennemi (ou d'un événement) – afin d'avoir un contrôle sur ce dernier. C'est par la « re-création » (simulation) d'un acte, ou d'une situation, que l'action souhaitée pourra s'accomplir.
Freud cite l'exemple de la volonté de faire tomber la pluie au travers des trois conceptions citées précédemment. Dans la conception animiste, les peuples primitifs chercheront à invoquer la pluie par le biais d'actions simulées (comme faire tomber de l'eau sur les champs). Dans la conception religieuse, ce sont les prières incarnées par une procession religieuse (qui pourront solliciter les saints à provoquer la pluie). Enfin, dans la conception scientifique, il faudra alors chercher à comprendre les actions atmosphériques (afin de pouvoir éventuellement provoquer la pluie).
Comme le primitif et le névrosé attribuent une valeur conséquente aux actions psychiques, le psychanalyste propose de rattacher, par analogie, le narcissisme à la toute-puissance des idées. Car dans l'exercice de la pensée magique et des rites totémiques et animistes, Freud repère une similitude avec les rites obsessionnels destinés à écarter l'angoisse ou à empêcher la manifestation d'une haine inconsciente. Ainsi, les trois phases peuvent se lier comme trois étapes successives : la première relative au narcissisme (conception animiste), la deuxième relative à l'objectivation caractérisée par la fixation de la libido sur les parents (conception religieuse), et la troisième relative à l'état de maturité caractérisé par la renonciation de la recherche du plaisir et la subordination du choix de l'objet extérieur aux convenances et aux exigences de la réalité (conception scientifique).

### Le retour infantile du totémisme
Dans cette quatrième et dernière partie, Freud expose un bref récapitulatif des règles relatives au totem et au totémisme. Après s'être attardé sur l'origine du totémisme selon des conceptions nominalistes, sociologiques et psychologiques, il s'attarde à décrire les différentes variétés de totems existants parmi lesquels il distingue : le totem tribal qui se transmet à la tribu de génération en génération ; le totem sexuel qui n'appartient qu'à un des deux sexes du clan ; et le totem individuel qui n'appartient qu'à un seul individu. Dans le totem tribal, nous pouvons distinguer : une « fonction religieuse » qui édicte les règles et les rapports existants entre le totem et les membres de la tribu, et une « fonction sociale » qui édicte quant à elle les règles et rapports qui existent entre les membres de la tribu et les membres extérieurs à cette dernière.
Afin de développer sa propre hypothèse sur le lien existant entre totémisme et exogamie, Freud choisit de porter son analyse sur les théories faisant uniquement référence à l'inceste au sein de la tribu. Freud présente alors deux théories explicatives générales avec lesquelles il reste néanmoins en désaccord profond. Tout d'abord, il y a une première théorie selon laquelle les hommes de la tribu vont chercher leurs femmes, par le rapt, en dehors du groupe ce qui, avec le temps, aurait amené les hommes à se lier de moins en moins souvent avec les femmes du clan (instituant ainsi l'exogamie). Ensuite, une seconde théorie, tout à fait contradictoire avec la première, stipule que l'exogamie aurait surtout été instituée en rupture avec l'inceste. Dans cette deuxième théorie, c'est dans le but de se préserver des liens incestueux (et éventuellement de tares biologiques) que se serait développée l'exogamie. Toutefois, Freud s'étonne quand même que des hommes vivant au jour le jour puissent avoir des motifs hygiéniques et eugénistes aussi développés que ceux du monde contemporain et c'est pourquoi il ne parvient que difficilement à tenir compte de ces concepts-là.
Bien qu'aucune théorie ne vienne expliquer l'exogamie et ce qui la relie au totémisme, l'auteur propose alors une solution historique rattachée aux travaux de Charles Darwin et de travaux relevants de l'ethnologie portant sur l'état social primitif de l'humanité. Comme il est parfois possible de le constater auprès des animaux : le vieux mâle dominant possède toutes les femelles du groupe et les jeunes mâles soumis sont amenés à quitter le groupe afin de fonder une nouvelle famille en créant un clan analogue à l'extérieur du clan d'origine. Freud y voit ici pour le jeune mâle l'occasion de se priver d'unions consanguines ce qui, avec le temps, aurait favorisé l'émergence d'une loi consciente stipulant que « les relations sexuelles entre membres de la même horde sont proscrites ». Avec l'introduction du totem, cette règle se serait alors transformée en une autre précisant : « pas de relations sexuelles à l'intérieur du totem » et donc par extension, aucune relation sexuelle n'est possible au sein de la famille — au sens élargi.
Freud reprend alors les travaux de Darwin sur la « horde primitive » et les analyse, notamment à l'aide des travaux de Robertson Smith. Dans cette théorie de la horde primitive, les humains sont organisés sous la forme d'une horde sauvage régie sous l'autorité d'un père tout-puissant possédant seul l'accès aux femmes du groupe (comme dans le cas de hordes animales). Les fils, alors jaloux du père, décidèrent de se rebeller contre ce dernier afin de pouvoir accéder aux femmes. Un jour, ils se liguèrent contre lui et allèrent le tuer pour le manger en un repas totémique. Une fois le festin consommé, ils furent alors pris de remords et la raison pour laquelle ils s'étaient battus risquait de ruiner la structure même de la société (et une guerre fratricide n'aurait épargné personne). C'est la raison pour laquelle ils décidèrent d’établir des règles correspondant aux deux tabous principaux : l'interdiction de tuer le totem — meurtre et parricide — et l'interdiction de relation sexuelles avec les femmes appartenant au même totem — inceste. Afin que la situation ne se reproduise pas et par peur des représailles du père, ils décidèrent d'ériger un totem à son effigie et de le commémorer par l'intermédiaire de fêtes commémoratives.
Aussi, la religion du totem institue la fête commémorative du repas totémique afin d'entretenir le souvenir du triomphe remporté sur le père. C'est la raison pour laquelle les restrictions imposées en temps normal sont ici levées. La cérémonie religieuse du rituel sacrificiel constitue un événement social très important au sein du groupe qui le pratique. Elle permet aux membres du groupe de communier avec l'ancêtre du clan. Outre la mise en scène et les gestes rituels, Freud y voit d'ailleurs ici les prémisses du développement religieux et tout particulièrement du christianisme (bien qu'il se défende de souhaiter développer davantage cette idée dans son ouvrage).
Après avoir posé le cadre de son hypothèse ethnologique, Freud va alors illustrer ses propos dans un cadre beaucoup plus psychanalytique. Pour cela, il va proposer de développer son argumentation — de manière spéculative — au travers du complexe œdipien : tout d'abord dans le cas du petit Hans et de sa zoophobie patente, ensuite, dans le deuxième cas d'école de la perversion du petit « Arpad » et du poulailler. Pour le psychanalyste, ces deux cas cliniques permettent de mettre en exergue le fait que le père s'apparente au totem puisque ici l’animal totémique se substitue au père. L’animal totémique — qui rappelons-le — représente l'ancêtre.
En cela, l'auteur ne voit pas un jeu de hasard, mais bel et bien une théorie explicative suffisamment claire qui lui permet de conclure aux prémisses du totémisme car « si l'animal totémique n'est autre que le père, nous obtenons en effet ceci : les deux commandements capitaux du totémisme : la prohibition de tuer le totem et celle d'épouser une femme appartenant au totem. Et ces deux commandements coïncident, quant à leur contenu, avec les deux crimes d'Œdipe, qui a tué son père (meurtre) et épousé sa mère (inceste). Cela, correspondant également avec les deux désirs primitifs de l'enfant dont le refoulement insuffisant peut former le noyau de toutes ses névroses ».

## Autour de l’œuvre

### Rédaction, publication et contexte
Totem et Tabou est un recueil d'essais, dont Freud commence la rédaction en 1911 et qui sont publiés pour la première fois en quatre parties de 1912 à 1913 dans la revue allemande Imago. La version complète de Totem et Tabou a été publiée en plusieurs langues, notamment : l'anglais (1918 pour la version américaine), le hongrois, l'espagnol, le portugais, le français (1924), l'italien, le japonais et l'hébreu.
À la date où Freud commence la rédaction, l'International Psychoanalytic Association (IPA) existe depuis un an. Freud « n'est plus le père primitif d'une horde sauvage mais le maître reconnu d'une doctrine qui vient de se doter d’un appareil politique échappant à son pouvoir ». Des dissidences se sont fait jour (Wilhelm Stekel, Alfred Adler) et d'autres s'annoncent (Carl Gustav Jung). 
Dans ce contexte, Freud veut doter la psychanalyse de règles unifiées (mais qui tiendraient compte des différences de culture) et d'inscrire le complexe d’Œdipe dans une universalité, questions dont il débat principalement avec Jung et Sandor Ferenczi. Là où selon Jung, c'est le père qui est à l'origine de l’inceste, et où selon Ferenczi le développement de l'homme primitif est en lien avec la terre mère, Freud cherche à « donner un fondement historique au mythe d’Œdipe et à l'interdit de l’inceste ».

### Perspective anthropologique
Avec Totem et Tabou, Freud se donne pour but d'appliquer la psychanalyse « à des problèmes non éclaircis de la psychologie des peuples » et notamment à chercher un fondement à toutes les « organisations sociales, restrictions morales et des religions ». Si Freud a mis au jour les structures de la psyché individuelle, il n'a jamais renoncé à mettre en évidence celles d’une psyché collective, cherchant des lois communes qui les mettraient en rapport. Il étudiera ainsi également les rapports entre le psychisme individuel et collectif dans d'autres ouvrages comme Malaise dans la civilisation, L'avenir d'une illusion (qui interrogent spécifiquement les fondements du sentiment religieux et de son « destin »), Psychologie des masses et analyse du moi ainsi que dans la suite logique de Totem et Tabou, L'homme Moïse et la religion monothéiste (1935-1939). Mais avec Totem et Tabou, Freud va au-delà de la seule perspective psychanalytique car il cherche véritablement à introduire les apports de la psychanalyse dans l'anthropologie et à lui « donner un fondement psychanalytique ».
Aussi vient-il s'insérer dans l'anthropologie évolutionniste de la fin du XIXe siècle, comme en témoigne le titre. Le mot « totem » était apparu en 1791, venant de tribus indiennes des Grands lacs, et dont John Fergusson McLennan fit une théorie, celle du totémisme tandis que le mot « tabou » a été répandu par le capitaine Cook en 1777, et enfin, les mots « sauvage » et « stade » (de développement) ont été empruntés à Lewis Henry Morgan. Parmi les principales influences contemporaines de Freud, il faut compter celle de Charles Darwin tout d'abord, et notamment à travers l'histoire de « la horde sauvage », exposée dans La descendance de l’homme mais aussi la théorie de la récapitulation (l'ontogenèse répète la phylogenèse) et enfin la thèse de l’hérédité de caractères acquis, ces deux dernières théories étant également reprises à Ernst Haeckel, dans une perspective néolamarckienne (théorie qui sera abandonnée par la communauté scientifique en 1930). Le totémisme et les autres idées anthropologiques sont empruntés à James George Frazer, à William Robertson Smith et à divers autres ethnologues.
Cet ouvrage se distingue de l'anthropologie de son époque au sens où il n'est postulé aucune hiérarchie entre la civilisation moderne et les peuples dits primitifs, ce qui sera également l’un des fondements de l'ethnologie moderne. Mais surtout Freud postule, à travers cet ouvrage, l’universalité de l’inceste et du complexe d’Œdipe et apporte à l'anthropologie les thèmes de la loi morale et de la culpabilité.

### Réception, critiques et portée
Totem et Tabou est critiqué dès sa parution en tant que contribution discutable à l'anthropologie, mais inspirera un courant anglophone d’anthropologie psychanalytique. Il reste parmi les livres les plus critiqués de Freud, jusque dans les rangs des psychanalystes. Par exemple, Lacan s'est « très tôt affirmé très critique vis-à-vis de l'hypothèse freudienne de Totem et Tabou » et s'accorde davantage avec Moïse et le monothéisme qui est la version remaniée de Totem et Tabou. Lacan affirmera d'ailleurs que « l’important était que Freud reconnût qu'avec la Loi et le crime commençait l’homme ».
D'autre part, selon D. Bourdin : « Totem et tabou élabore une idée qui embarrasse incontestablement les psychanalystes actuels, mais qui est essentielle à la logique de la pensée Freudienne : celle de la phylogenèse ». La phylogenèse est reprise par Freud à la théorie de la récapitulation de Haeckel, or celle-ci est rapidement abandonnée par la communauté scientifique. Elle représente l'une des hypothèses à partir desquelles Freud cherche à inscrire l’inconscient dans la biologie et pour laquelle il est critiqué, bien que Freud donne priorité au vécu du sujet sur la biologie selon Jacqueline Duvernay Bolens. Pour Ilse Grubich-Simitis, cette hypothèse fait partie de « l'aventure de la reconstitution phylogénétique », période pendant laquelle Freud avance des « hypothèses qu'il considère comme autant de « fantaisies » ».
Selon Benoît Virole, le mythe freudien fondateur de la « horde primitive » est une reprise de la thèse de la « horde primitive » de Darwin couplé à la théorie d'Atkinson concernant la rébellion des fils contre le pouvoir du père en ce sens Totem et Tabou est plus un ouvrage philosophique ou spéculatif que scientifique. Plon et Roudinesco, identifient quant à eux l’ouvrage comme une « fable » et René Diatkine, comme une « parabole » et un « jeu » de la part de Freud, reprenant des connaissances externes à la psychanalyse sans pour autant impliquer la solidité de l’édifice théorique. Freud ne cesse donc de mettre en garde le lecteur tout au long de l’ouvrage, par exemple, en rappelant que « les personnes qui recueillent les observations ne sont pas les mêmes que celles qui les élaborent et les discutent, les premières étant des voyageurs et des missionnaires, les autres des savants qui n'ont peut-être jamais vu les objets de leurs recherches » ou encore « qu'il me soit permis de tenir l'indétermination, le raccourcissement dans le temps et le resserrement du contenu de ce que j’ai donné dans mes développements ci-dessus pour une réserve exigée par la nature du sujet. En cette matière, il serait tout aussi insensé de tendre à l’exactitude que malséant d'exiger des certitudes ».
Totem et Tabou pose les fondements théoriques de l'évolution de l'humanité en allant de l'état de sauvage primitif à celui d'homme civilisé. L'étude du totémisme et de l'exogamie chez les peuples primitifs sont en ce sens l'occasion de proposer une origine de la culture et de la civilisation vue à travers une ambivalence et un conflit entre les pulsions incestueuses et leur interdit, c'est-à-dire la logique même du complexe d'Œdipe, logique qui donne également naissance aux névroses. Pour Freud, la culture se fonde sur les deux tabous principaux que sont l'interdit du meurtre et la prohibition de l'inceste : le renoncement pulsionnel — le fait de renoncer à la satisfaction de certaines pulsions — est au fondement de la société. La même idée sera développée dans Malaise dans la civilisation. 
Selon Élisabeth Roudinesco, Totem et tabou est plus un « livre politique d'inspiration kantienne qu'un ouvrage d’anthropologie à proprement parler » traitant de la loi, de la fondation et d’un pouvoir démocratique opposé au despotisme. En ce sens, Thomas Mann fait en 1929, l'éloge de Totem et Tabou au sujet duquel il écrit : « [ce livre] nous incite plus qu'à une simple méditation sur l'effroyable origine psychique du phénomène religieux et sur la nature profondément conservatrice de toute réforme ».
Claude Lévi-Strauss critique Totem et Tabou en 1948 dans son ouvrage Les Structures élémentaires de la parenté; Simone de Beauvoir le critique (comme l'ensemble de la psychanalyse), dans son ouvrage le deuxième sexe.

### Culture populaire
- Dans la première partie du film 2001, l'Odyssée de l'espace (de Stanley Kubrick) apparaissent bon nombre d'éléments et de concepts présents dans Totem et Tabou, à savoir le mythe de la horde primitive, le totem érigé au sein de la tribu, ainsi que le rôle de l'action, particulièrement technicienne, dans l'évolution de l'espèce humaine (Freud reprenant à la fin de son ouvrage cette phrase du Faust de Goethe[21] : « Au commencement était l'action »)[22].
- Le livre est un élément de l'intrigue du roman La Forêt des Mânes.

### Ouvrages de référence
- Sigmund Freud (trad. de l'allemand), Totem et tabou, Paris, Payot, coll. « Petite Bibliothèque Payot », 2001, 225 p. (ISBN 2-228-89407-9)

1. ↑  p. 15
2. ↑  p. 19
3. ↑  p. 77
4. ↑  p. 171
5. ↑  p. 215
6. ↑  p. 186
7. ↑  p. 214
8. ↑  p. 146

- Elisabeth Roudinesco et Michel Plon, Dictionnaire de psychanalyse, Paris, Fayard, 2011

1. ↑  p. 1556-1557
2. 1 2  p. 1556
3. 1 2 3  p. 1557
4. 1 2  p. 1562
5. ↑  p. 1558
6. 1 2 3  p. 1560
7. ↑  p. 1560-1561
8. ↑  p. 997
9. ↑  p. 1561

### Autres références
1. ↑  Préface à l'édition de 1913.
2. ↑   « Le projet freudien d’étendre les mécanismes de la psyché individuelle à la pensée collective » in Jacqueline Duvernay Bolens « La théorie de la récapitulation de Haeckel à Freud », Topique, 2/2001 (no 75)p. 13-34, DOI 10.3917/top.075.0013
3. ↑  « La grande majorité des sources anthropologiques utilisées par Freud dans Totem et Tabou sont britanniques. Grâce à Jones il a lu Crawley et Bourke (Rites scatologiques), Hartland (Paternité), Pearson (Grammaire de la science) et surtout La religion des Sémites de Robertson Smith, comme l'ouvrage monumental en 4 volumes de J. G. Frazer, Totémisme et exogamie » in Jean-François Rabain « A. L. Kroeber et Totem et Tabou : éléments d'une controverse » in Revue française de psychanalyse, juillet-septembre 1993, PUF, Paris, p. 765
4. ↑  La principale critique a été portée par Alfred Louis Kroeber dans les années 1920 et concernait, à l’instar d'autre anthropologues, le rejet de l’universalité du mythe d’Œdipe et de l’interdit l’inceste même si Kroeber revient en partie sur ces critiques reconnaissant une forme d’universalité à l'interdit de l’inceste. Voir à ce propos Jean-François Rabain « A. L. Kroeber et Totem et Tabou : éléments d'une controverse » in Revue française de psychanalyse, juillet-septembre 1993, PUF, Paris, p. 770
5. ↑  Bormans, « Psychologie de la violence. » sous la direction de Guy Massat, Jeunes Éditions, Paris, 2004. p. 70
6. ↑  « La thèse lacanienne est-elle aussi éloignée de celle de Freud que d'aucuns se complaisent à le croire ? Certainement pas au vu des derniers remaniements de l'hyopthèse freudienne de Totem et Tabou, que l’inventeur de la psychanalyse nous lèque dans son ouvrage testamentaire : L'homme Moïse et le monothéisme » in Bormans, « Psychologie de la violence. » sous la direction de Guy Massat, Jeunes Éditions, Paris, 2004, p.  77
7. ↑  in Écrits p.130 rapporté dans « Psychologie de la violence. » sous la direction de Guy Massat, « Sacrifice et violence» article de Isabelle Normand-Le Boursicaud, Jeunes Éditions, Paris, 2004. p. 56
8. ↑  D. Bourdin, La psychanalyse de Freud à aujourd'hui: Histoire, concepts, pratique, Bréal, 2007, p. 89. Il est rappelé dans le même ouvrage que « Freud a écrit dans une sorte d’urgence et d'intention polémique » avec Jung (p. 86)
9. ↑  En suivant l’idée selon laquelle « l'ontogenèse récapitule la phylogenèse » in Jacqueline Duvernay Bolens « La théorie de la récapitulation de Haeckel à Freud », Topique, 2/2001 (no 75)p. 13-34, DOI 10.3917/top.075.0013
10. ↑   « En 1915, dans la préface de la troisième édition aux Trois Essais, il établit d’emblée que dans son étude du comportement sexuel de l’individu, il donne la priorité à l’ontogenèse sur la phylogenèse, aux facteurs externes du milieu sur les facteurs héréditaires et à la clinique sur la biologie » in Jacqueline Duvernay Bolens « La théorie de la récapitulation de Haeckel à Freud », Topique, 2/2001 (no 75)p. 13-34, DOI 10.3917/top.075.0013
11. ↑  Ilse Grubrich-Simitis, « Métapsychoplogie et métabiologie » in Sigmund Freud, Vue d'ensemble sur les névroses de transfert, Paris, Gallimard, 1986, 97-163
12. ↑  Freud parle précisément de « fantaisie phylogénétique » voir S. Freud et S. Ferenczi, Correspondance, 1914-1919, Paris, Calmann-Lévy, 1996, p. 79
13. ↑  Le voyage intérieur de Charles Darwin - Essai sur la genèse psychologique d’une œuvre scientifique de Benoît Virole, p. 41
14. ↑  « Freud s'est parfois servi des théories du moment pour illustrer sa propre pensée, et il s'est parfois pris au jeu, tout en sachant que c'en était un, tout en reconnaissant que ces superstructures n'étaient pas indispensables pour la solidité de l'édifice théorique. Totem et Tabou ou Moïse et le Monothéisme se lisent aujourd'hui comme des paraboles. » in René Diatkine « Avant-Propos », Revue Française de Psychanalyse, 07-08 1982, p. 691 - 692
15. ↑  Sigmund Freud, Totem et Tabou. Quelque concordances dans la vie d'âme des sauvages et des névrosés (1913), in Œuvres complètes, Volume XI, PUF, Paris, 1998, p. 362
16. ↑  D. Bourdin, La psychanalyse de Freud à aujourd'hui: Histoire, concepts, pratique, Éditions Bréal, 2007, p. 86-90
17. ↑  « Dans Totem et Tabou et dans Malaise dans la Culture, Freud évoque les interdits sur la violence, le meurtre, l’inceste, certaines conduites sexuelles (viol par ex.). Ces comportements sont interdits entre les membres d’une même culture [...]. À propos de ce renoncement pulsionnel, citons ici l’anthropologue Maurice Godelier : "la prohibition de l’inceste est le signe d’un sacrifice de la sexualité pour sauver la société. Ces règles ne sauvegardent pas seulement la société, elles produisent de la société" » in Nicole Carels, « Psychanalyse et culture : libres questions d'après-coup » in Revue belge de psychanalyse, no 45 (2004), p. 81-84
18. ↑  Thomas Mann, « Freud et la pensée moderne », in Sur le mariage. Lessing. Freud et la pensée moderne. Mon temps (1929), édition bilingue, Aubier-Flammarion, Paris, 1970, pp. 106-149, cité dans Elisabeth Roudinesco et Michel Plon, Dictionnaire de psychanalyse, Paris, Fayard, 2011, p. 961
19. ↑  chapitre de conclusion de Claude Lévi-Strauss, Les Structures élémentaires de la parenté, pages 562-563-564 de l'édition par Mouton de Gruyter, Berlin, 2002
20. ↑  Le deuxième sexe, gallimard / Folio Essai, 1976 première édition 1949. chapitre 2 :  le point de vue psychanalytique
21. ↑  Johann Wolfgang von Goethe, Faust et le Second Faust suivi d’un choix de Poésies allemandes, trad. Gérard de Nerval, Paris, 1877, p. 62
22. ↑  In Gestion cathartique de la violence et historicité du conflit dans l’imaginaire moderne : analyse de 2001, Odyssée de l’espace de Stanley Kubrick, de Yacine Belambri, doctorant de sociologie.

- (de) Cet article est partiellement ou en totalité issu de l’article de Wikipédia en allemand intitulé « Totem und Tabu » (voir la liste des auteurs).